# Людвік Данек
Людвік Данек (чеськ. Ludvík Daněk; 6 січня 1937, Бланско, Чехословаччина — 15 листопада 1998, Хутіско-Соланец, Чехія) — чехословацький легкоатлет, який спеціалізувався у метанні диска. Олімпійський чемпіон Мюнхена 1972.

## Біографія
Народився 1937 року в Бланско, Чехословаччина. Через два тижні після народження Данека, помер його батько. В дитинстві тренувався, бігаючи в навколишніх лісах. Згодом зайнявся лижним двоборством. У віці 18 років виграв свої перші змагання з метання диска. 1957 року з другом попав у ДТП на мотоциклі, пошкодивши хребет і нирку. Залікувавши травму в лікарні, продовжив займатися спортом, незважаючи на постійний біль, який супроводжував його все життя. Брав участь у чотирьох олімпіадах, завоювавши срібну медаль 1964 року, бронзову — 1968, та золоту — 1972. Встановив три світові рекорди: 64,55 м в 1964, 65,22 м в 1965 та 66,07 в 1966 році. Також вигравав золото та срібло європейських чемпіонатів 1971 та 1974 року відповідно.
Після завершення спортивної кар'єри працював спортивним адміністратором, а згодом став віце-президентом Федерації легкої атлетики Чехії. На місці, де він встановив світовий рекорд 1964 року встановлено пам'ятний круг, а сам стадіон в Турнові носить його назву — Стадіон імені Людвіка Данека.

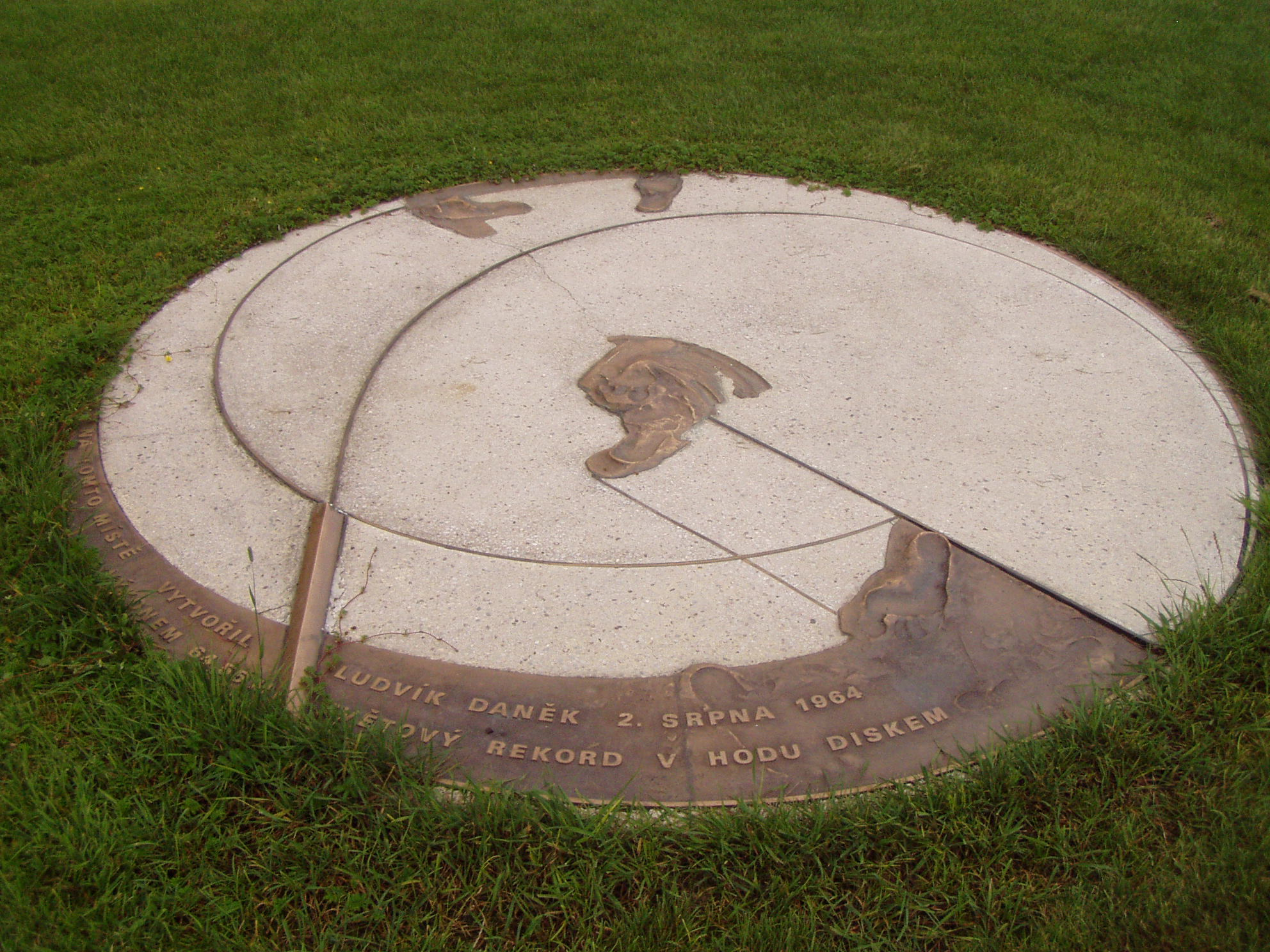
Пам'ятний круг на стадіоні в Турнові

Помер 1998 року в Хутіско-Соланеці, біля Всетіна у віці 61 року. З 1999 по 2012 рік в честь Данека проводились змагання з легкої атлетики на стадіоні в Турнові.

## Результати на основних змаганнях
- 1964: Олімпійські ігри: 2-е місце (60.52)
- 1966: Чемпіонат Європи: 5-е місце (56.24)
- 1968: Олімпійські ігри: 3-е місце (62.92)
- 1969: Чемпіонат Європи: 4-е місце (59.30)
- 1971: Чемпіонат Європи: 1-е місце (63.90)
- 1972: Олімпійські ігри: 1-е місце (64.40)
- 1974: Чемпіонат Європи: 2-е місце (62.76)
- 1976: Олімпійські ігри: 9-е місце (61.28)

## Нагороди
- Заслужений майстер спорту (1964)[5]
- Легкоатлет року Чехословаччини (1963—1972)
- Спортсмен року Чехословаччини (1965, 1972)
- Почесний громадянин міста Бланско (1995)